# BürgerUnion für Südtirol
Die BürgerUnion für Südtirol (bis Mai 2011 Union für Südtirol, UfS) war eine Südtiroler Partei.

## Geschichte
Die Union für Südtirol entstand im Herbst 1989, als der langjährige Landesrat und SVP-Funktionär Alfons Benedikter aus Protest gegen seine Abwahl als Landesrat aus der SVP austrat und sich mit den beiden Landtagsabgeordneten der FPS Gerold Meraner und des Südtiroler Heimatbunds Eva Klotz sowie der Bewegung für Föderalismus zusammenschloss. Die offizielle Vorstellung der Partei fand am 2. Oktober 1989 statt.
Als Grund für die Gründung dieser Partei wurde die faktische (wenn auch nicht statuarische) Abwendung der SVP vom Selbstbestimmungsgedanken genannt. Die Partei verstand sich damals als politische Sammelbewegung, die sich den Südtirolern als Alternative zur gemäßigten Autonomiepolitik der SVP anbietet.
Im September 1991 fand ein Generationswechsel an der Spitze der Union für Südtirol statt. Alfons Benedikter trat als Parteiobmann zurück. An seiner Stelle wurde der junge Bozner Rechtsanwalt Martin Wenter zum neuen Parteiobmann gewählt. Anschließend übernahm Karl Augsten die Obmannschaft, gab sie aber später ab und mittels Satzungsreform wurde ein fünfköpfiger Vorstand eingesetzt.
1993 trat die UfS erstmals bei den Landtagswahlen an und erreichte auf Anhieb 14.777 Stimmen und somit zwei Mandate: Alfons Benedikter und Eva Klotz (Gerold Meraner hatte sich nicht mehr der Wahl gestellt).
Im Herbst 1994 wurde der ehemalige Fraktionssekretär der Union für Südtirol Andreas Pöder zum Landessekretär ernannt und bereitete die Umstrukturierung der Partei vor. Der Obmann Karl Augsten trat zurück und wurde durch einen fünfköpfigen Vorstand ersetzt.
Bei den Gemeinderatswahlen im Frühjahr 1995 errang die Union für Südtirol in 40 Gemeinden 50 Gemeinderatssitze. An den Parlamentswahlen im Jahre 1996 nahm die UfS teil, um „den Südtirolern eine Alternative zur romtreuen Politik der SVP zu bieten“.
Die Union für Südtirol konnte bei diesen Wahlen der SVP eine empfindliche Niederlage zufügen. Die Spitzenkandidatin der UfS Eva Klotz erreichte 49.760 Stimmen, also 19 %.
Bei den Landtagswahlen von 1998 konnte die UfS das Ergebnis von 1993 um 2000 Stimmen verbessern und erreichte erneut zwei Mandate, neben Eva Klotz nun jedoch mit Andreas Pöder als zweiten Abgeordneten, was sich bei den Landtagswahlen 2003 wiederholte. Jedoch erreichte die UfS bei den Landtagswahlen 2003 als erste deutsch-ladinische Oppositionspartei in Südtirol mehr als 20.000 Stimmen und verfehlte das dritte Mandat um nur 150 Stimmen.
Bei den Gemeinderatswahlen 2005 konnte die Partei ihre Position verbessern und ihre Sitze von 34 auf 67 aufstocken. Somit konnte sie ihre Position als zweitstärkste Kraft (hinter der SVP) auf Gemeindeebene bestätigen und ausbauen.
Nachdem acht Mitglieder der rechtsextremen Gruppierung Südtiroler Kameradschaftsring im Jänner 2006 verhaftet worden waren, wurde im Rahmen der Untersuchungen auch gegen Andreas Pöder und vier andere Mitglieder der Union für Südtirol wegen möglicher Unterstützung der Gruppe ermittelt. Die Südtiroler Lokalzeitung „Neue Südtiroler Tageszeitung“ hatte den Mitschnitt eines Telefongespräches zwischen Andreas Pöder und dem Anführer der Gruppe veröffentlicht. In diesem Gespräch bezeichnete Pöder den früheren Präsidenten des Zentralrates der Juden Michel Friedman als „Arschloch“ und einen Vortrag der rechtsradikalen Gruppierung als „geil“. Andreas Pöder rechtfertigte die Kontakte mit dem rechtsradikalen Kameradschaftsring als Versuch, diese Gruppe „zu erziehen“.
Nachdem Andreas Pöder seinen Parteivorsitz im Zuge der Affäre Südtiroler Kameradschaftsring nicht aufgeben wollte, kam es im Mai 2007 auf einer Landesversammlung zur Spaltung der Partei. Eva Klotz und ihre Familie sowie gut die Hälfte ihrer Anhängerschaft traten aus der Union aus und gründeten die neue Bewegung Süd-Tiroler Freiheit. Auch einige Gemeinderäte der Union wechselten nach dieser Spaltung zur Süd-Tiroler Freiheit. Einen Monat später wählte die Union im Rahmen einer Landesversammlung mit Ergebnissen von über 90 Prozent eine neue Parteiführung.
Bei der darauffolgenden Landtagswahl in Südtirol, am 26. Oktober 2008 erreichte die Union für Südtirol nur mehr einen Stimmenanteil von 2,3 % und stürzte damit auf ein historisches Tief. Sie erhielt ein Restmandat, welches Andreas Pöder einnahm.
Nachdem die Partei ihre Prioritäten zunehmend in der Familienpolitik und im sozialen Bereich setzte, wurde Ende 2011 auf dem Landesparteitag die Umbenennung in BürgerUnion beschlossen (der volle Name der Partei ist BürgerUnion für Südtirol, im Allgemeinen wird jedoch nur BürgerUnion verwendet). Der wiedergewählte Parteiobmann Andreas Pöder und die neugewählte Landesleitung stellten die erneuerte Partei im Jänner 2012 der Öffentlichkeit vor. Dabei wurde auf die vornehmlich soziale und familienpolitische Ausrichtung der Partei verwiesen.
Zentrale politische Forderung der BürgerUnion blieb die Trennung Südtirols von Rom. Zudem trat sie für Gründung einer Freien Europaregion Tirol zusammen mit Nord- und Osttirol ein. Die Bildung eines Freistaates Südtirol und die Rückkehr Südtirols zu Österreich lehnte die Partei als unrealistisch ab. In der BürgerUnion wurde zur Verfolgung dieses Zieles die „Arbeitsgruppe Europaregion Tirol“ ins Leben gerufen und Dietmar Zwerger zu ihrem Sprecher gewählt.
Im Vorfeld der Landtagswahlen im Oktober 2013 ging die BürgerUnion ein Listenbündnis mit der ladinischen Partei „Ladins Dolomites“ ein. Kurze Zeit später trat auch die Partei „Wir Südtiroler“ dem Bündnis bei. Bei den Landtagswahlen konnte das Listenbündnis „BürgerUnion-Ladins Dolomites-Wir Südtiroler“ trotz sehr kurzer Vorbereitungsphase auf Anhieb 2,1 % der Stimmen auf sich vereinen. Andreas Pöder wurde mit 3045 Vorzugsstimmen für das Listenbündnis in den Landtag gewählt. Aufgrund inhaltlicher Differenzen, vor allem in der Volkstumspolitik, aber auch aufgrund der Wahlempfehlung der BürgerUnion, bei den Europawahlen die Lega Nord zu wählen, zerbrach das Bündnis BürgerUnion-Ladins Dolomites-Wir Südtiroler im März 2014.
Im Jänner 2018 wurde Andreas Pöder als Parteiobmann bestätigt, als seine beiden Stellvertreter wurden Josefa Brugger und Dietmar Zwerger gewählt. Stefan Taber wurde mit der Funktion als Generalsekretär beauftragt. Bei den Landtagswahlen desselben Jahres kam die BürgerUnion auf lediglich 1,3 % der Stimmen, wodurch die Partei ihr einziges Landtagsmandat verlor.
Die BürgerUnion betätigte sich nach der Landtagswahl 2018 kaum mehr politisch, bei den Gemeinderatswahlen 2020 trat die Liste nirgendwo in Südtirol an. Die drei einzigen Gemeinderäte der Union traten auf Listen der Freiheitlichen an, der letzte Generalsekretär der Partei für die Süd-Tiroler Freiheit.

## Ziele
Die BürgerUnion für Südtirol konnte dem rechtspopulistischen Spektrum zugeordnet werden und sah sich als „Partei des kleinen Mannes“, es wurde die Bekämpfung der „Vetternwirtschaft“ und des „Klientelismus“ in der Südtiroler Landespolitik gefordert.
Zentraler Bestandteil des Parteiprogramms war die Forderung für das Selbstbestimmungsrecht der Südtiroler – es wurde eine Wiedervereinigung Südtirols mit Nord- und Osttirol gefordert. Gleichzeitig verfolgte die Partei das Ziel, den Einfluss der Italienisierung in Südtirol zurückzudrängen – so verlangte sie beispielsweise, die von Ettore Tolomei erfundenen und heute noch verwendeten italienischen Ortsnamen und Flurnamen zugunsten rein deutscher und ladinischer Namen abzuschaffen und das Siegesdenkmal aus der Zeit des Faschismus im Zentrum von Bozen zu schleifen.

## Junge BürgerUnion
Die Junge BürgerUnion war die Jugendorganisation der BürgerUnion.